# Miki Ito (idol)
Ne doit pas être confondu avec Miki Ito ou Miki Itō.
Miki Ito (伊藤美紀), née le 9 avril 1971, est une actrice japonaise et ancienne chanteuse et idol de J-pop.

## Discographie

### Album
Mini-Albums

## Filmographie
- 1987 : Meimon! Tako ni Shiouen Dan
- 1987 - Modèle:AnnCine : W Papa ni Omake no Ko?!
- 1990 : Gekai Arimori Saeko
- 1991 : Tokyo Lap Story
- 1991 : Yo ni mo Kimyou na MOnogatari
- 1991 : Sanbiki ga Gakiru
- 1991 : Hyaku Ikkai Me no Propose
- 1991 : Shabondama
- 1992 : Hontou ni Atta Kowai Hanashi
- 1992 : News na Aitsu
- 1992 : Happaku Yachou Yume Nikki
- 1996 : Mou Otona nan Dakara!
- 1997 : Koi no Kata Michi Kibbu
- 2000 : Kinyou Entertainment
- 2001 : Doyou White Gekijyou